# Reinaldo Araujo
Reinaldo Araujo (f. Valera, Venezuela, 24 de febrero de 2025) fue un comerciante venezolano. Araujo también fue dirigente del partido Vente Venezuela en el municipio Valera. En 2025 fue detenido por funcionarios de la Guardia Nacional Bolivariana (GNB) y falleció bajo custodia del Estado pocas semanas después. Reinaldo es al menos el cuarto preso político en morir en la cárcel después de las detenciones poselectorales.

## Detención y muerte
Reinaldo era un comerciante de repuestos de automóviles en el sector La Plata de Valera, en el estado Trujillo, al igual que dirigente del partido opositor Vente Venezuela en la parroquia Juan Ignacio Montilla. El 9 de enero de 2025, día en el que la lideresa opositora María Corina Machado había convocado a manifestaciones y el día anterior a la toma de posesión de Nicolás Maduro, regresaba junto con su esposa de una cita médica en la Unidad Médico Quirúrgica General Andina (UGA), en Valera. Araujo se sentó para descansar en unas escaleras en la avenida Bolívar a la altura de Cobrapsa y observar una manifestación que tenía lugar pero en la cual no estaba participando.Fue abordado por funcionarios de la Guardia Nacional Bolivariana (GNB), arrestado, y recluido en el Destacamento 20 de la GNB en Valera. Posteriormente se le imputaron los cargos de "terrorismo, asociación para delinquir" y "alteración del orden público".
Durante su detención, su esposa denunció múltiples veces sobre los problemas de salud de Reinaldo y que su encarcelamiento podía agravarlos.Familiares denunciaron que no recibió atención médica hasta su fallecimiento. El 24 de febrero, Araujo presentó una nueva complicación cardiaca y fue trasladado de urgencia al hospital Pedro Emilio Carrillo. A pesar de la intervención médica, sufrió un paro cardiorrespiratorio y falleció. Araujo fue al menos el cuarto preso político en morir bajo custodia después de las detenciones poselectorales, y al menos la vigésimo primera durante la gestión de Nicolás Maduro. Al momento de su muerte, la ONG Foro Penal había documentado 1.061 presos políticos en Venezuela, la mayoría detenidos después de las elecciones presidenciales de 2024.
La muerte de Reinaldo fue condenada por múltiples figuras, incluyendo el secretario general de la Organización de Estados Americanos Luis Almagro, por María Corina Machado, el político Juan Pablo Guanipa y la activista Tamara Sujú. El comité de derechos humanos de Vente Venezuela describió la muerte como un "asesinato" y le pidió acción a la comunidad internacional.

## Vida personal
Reinaldo padecía de obesidad y de problemas de salud como consecuencia, incluyendo en sus piernas y de hipertensión arterial.